# Gengångare (pjäs)

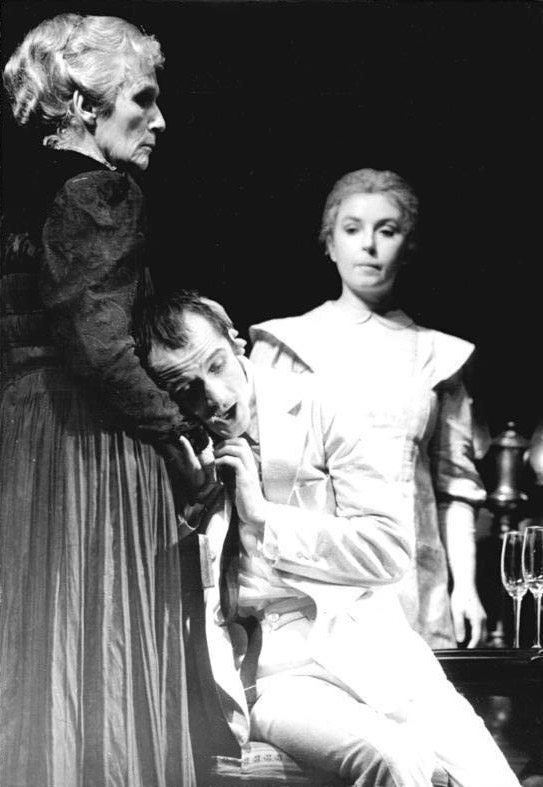
En uppsättning av Gengångare i Berlin 1983. Inge Keller är fru Alving, Ulrich Mühe Osvald och Simone von Zglinicki Regine.

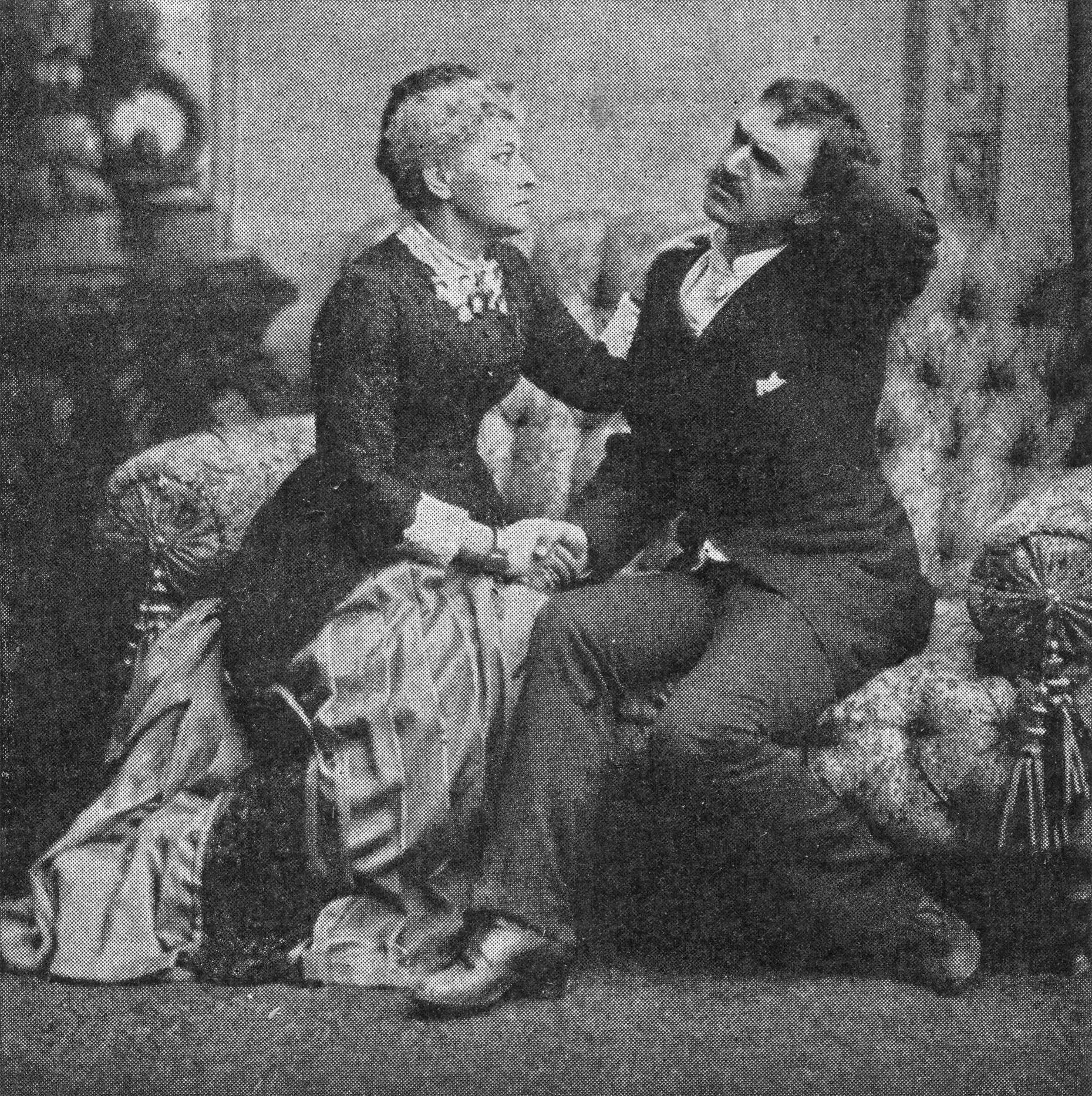
Hedvig Raa-Winterhjelm och August Lindberg i Gengångare 1883.

Gengångare (originaltitel Gengangere, med dansk stavning eftersom verket först publicerades i Danmark) är ett drama av Henrik Ibsen skrivet 1881. Verket skapade en moralisk storm och orsakade skandal på grund av de kraftigt tabubelagda ämnen som berördes: könssjukdomar (syfilis), incest och aktiv dödshjälp. Dramat tar även upp komplikationer inom fadersgestalten, 1800-talets manlighetsideal och kvinnans rättigheter. Ibsen var en av de författare som brukar klassas in i det moderna genombrottet. Dessa författare ansåg sig ha till uppgift att debattera problem och att se samhället såsom det var.

## Uppförande
På grund av den skandal dramat utlöste vägrade de stora teatrarna runtom i Skandinavien – bl.a. Christiania Theater i Oslo, Det Kongelige Teater i Köpenhamn samt Dramaten och Nya teatern i Stockholm - uppföra det. Dramat kom istället att uruppföras den 20 maj 1882 på Aurora Turner Hall i Chicago, vilket också var första gången ett verk av Ibsen uppfördes på amerikansk mark. Det framfördes på norska av en ensemble bestående av mestadels danska och norska amatörskådespelare inför en publik bestående av skandinaviska immigranter.
Skådespelaren och regissören August Lindberg var till slut den som först av alla i Skandinavien - och Europa - vågade uppföra dramat.
| ” | Gengångare låg och väntade. Den vädjade till oss vid scenen men vi flydde undan som barn inför busen och gömde oss bakom varandra, tills jag började finna att det blev alldeles för trångt i skamvrån. | „ |

Ingen teaterdirektör i Stockholm ville upplåta någon lokal så Lindberg beslöt sig för att istället göra en turné i de större landsortsstäderna med verket. Premiären hölls den 22 augusti 1883 på Helsingborgs stadsteater och rönte stor framgång. Efter det uppfördes dramat i först Köpenhamn, sedan Stockholm och slutligen i Oslo.

## Kuriosa
Jean Gangère är titeln på ett uppsaliensiskt spex av G.A. Ahlström och är en parodi på Ibsens skådespel, som uttalades såsom franska av en ung officer Engelhart i Uppsala.

## Filmatiseringar
- Gengångare (1967), svensk tv-film
- Gengångare (1989), svensk tv-film
- Gengångare (2011), svensk tv-film

## Fulltextkälla
- Gengangere : et familjedrama i tre akter. København: Gyldendal. 1881. Libris 19366363. http://hdl.handle.net/2077/42328